# Fluorid lanthanitý
Fluorid lanthanitý je iontová sloučenina lanthanu a fluoru.

## Struktura

Struktura krystalu LaF_{3}

Vazba je iontová, lanthan dosahuje vysokého koordinačního čísla. Kation je umístěn uprostřed trigonálního prismatu. V jeho blízkosti je devět fluoridů, šest ve vrcholech podstav a tři ve středech stran prizmatu. Další dva fluoridové ionty jsou nad a pod základnami prismatu. Koordinační číslo kationtu bývá uváděno jako 9 nebo 11.
Podobnou strukturu mají i fluoridy lanthanoidů a některých aktinoidů.

## Využití
Fluorid lanthanitý se díky vysokému indexu lomu využívá jako složka vícevrstvých optických prvků, jako jsou dichroická zrcadla. Také se využívá jako složka ultrafialových optických povrchových vrstev, protože je dostatečně inertní a průhledný ve vzdálené ultrafialové oblasti (100–200 nm). Také je složkou fluoridových skel, například ZBLAN.
Společně s fluoridem europnatým se využívá při konstrukci iontově selektivních elektrod citlivých na fluoridy.